# Morti nel 1982/Luglio
| Questa pagina contiene informazioni ricavate automaticamente dalle voci biografiche con l'ausilio del template Bio e di un bot. L'aggiornamento è periodico e automatico e ricostruisce completamente la pagina. Se manca una persona in questa lista, sei pregato di non aggiungerla, ma accertati piuttosto che la sua voce biografica contenga il template Bio e che i dati anagrafici siano correttamente compilati. Se il template Bio manca, inseriscilo tu stesso o, in alternativa, metti l'avviso {{tmp\|Bio}} che ne segnala la mancanza. Se i dati riportati sono sbagliati, correggi direttamente la voce biografica; le modifiche saranno visibili in questa lista entro pochi giorni. Per chiarimenti vedi il progetto biografie. La lista contiene solo le 106 persone che sono citate nell'enciclopedia e per le quali è stato implementato correttamente il template Bio. Pagina aggiornata al 3 mar 2024. |

- 2 luglio - Salvatore Nuvoletta, carabiniere italiano (n. 1962)
- 2 luglio - Giuseppe Romanelli, scultore italiano (n. 1916)
- 3 luglio - Olga Amati, ballerina italiana (n. 1924)
- 3 luglio - Annibale Bugnini, arcivescovo cattolico italiano (n. 1912)
- 3 luglio - John Joe Flood, calciatore irlandese (n. 1899)
- 3 luglio - Vittorio Mosele, calciatore e allenatore di calcio italiano (n. 1912)
- 3 luglio - Ján Čajak il giovane, scrittore e giornalista slovacco (n. 1897)
- 4 luglio - Antonio Guzmán Fernández, politico dominicano (n. 1911)
- 4 luglio - László Sternberg, calciatore ungherese (n. 1905)
- 5 luglio - Burckhardt Helferich, chimico tedesco (n. 1887)
- 5 luglio - Frederick Jagel, tenore statunitense (n. 1897)
- 5 luglio - Geoffrey Keynes, medico, chirurgo e scrittore inglese (n. 1887)
- 5 luglio - Attilio Kossovel, calciatore e allenatore di calcio italiano (n. 1909)
- 5 luglio - Piero Martina, pittore e incisore italiano (n. 1912)
- 6 luglio - Alma Reville, sceneggiatrice inglese (n. 1899)
- 6 luglio - Raúl Roa García, politico cubano (n. 1907)
- 6 luglio - Russell Thorson, attore statunitense (n. 1906)
- 6 luglio - Warren Tufts, fumettista statunitense (n. 1925)
- 7 luglio - Bep Bakhuys, calciatore olandese (n. 1909)
- 7 luglio - Carlo Chiappano, ciclista su strada e dirigente sportivo italiano (n. 1941)
- 7 luglio - John Harkrider, scenografo e costumista statunitense (n. 1899)
- 7 luglio - Jin Shan, attore cinese (n. 1911)
- 7 luglio - Tommy Loughran, pugile statunitense (n. 1902)
- 7 luglio - Emilio Notte, pittore italiano (n. 1891)
- 7 luglio - Massimo Quaglino, pittore e scultore italiano (n. 1899)
- 7 luglio - Alexandros Sakellariou, ammiraglio e politico greco (n. 1887)
- 7 luglio - Hermann Thimig, attore austriaco (n. 1890)
- 8 luglio - Sergio Antonielli, scrittore, critico letterario e italianista italiano (n. 1920)
- 8 luglio - Gunnar Eriksson, fondista svedese (n. 1921)
- 8 luglio - Isa Miranda, attrice italiana (n. 1905)
- 8 luglio - Albert White, tuffatore statunitense (n. 1895)
- 9 luglio - Walter Denkert, generale tedesco (n. 1897)
- 9 luglio - Jutta Langenau, nuotatrice tedesca orientale (n. 1933)
- 9 luglio - Kai Warner, compositore e direttore d'orchestra tedesco (n. 1926)
- 10 luglio - Jackson do Pandeiro, cantante e percussionista brasiliano (n. 1919)
- 10 luglio - Karl Hein, martellista tedesco (n. 1908)
- 10 luglio - Suzanne Jannin, medico e aviatrice francese (n. 1912)
- 10 luglio - Gwilym Meirion Jenkins, statistico britannico (n. 1932)
- 10 luglio - Maria Jeritza, soprano ceca (n. 1887)
- 10 luglio - Marius Schneider, musicologo tedesco (n. 1903)
- 10 luglio - Ralph von Koenigswald, paleontologo e geologo tedesco (n. 1902)
- 11 luglio - Edoardo Garzena, pugile e allenatore di pugilato italiano (n. 1900)
- 11 luglio - Andrej Plávka, poeta, scrittore e politico slovacco (n. 1907)
- 11 luglio - Meša Selimović, scrittore bosniaco (n. 1910)
- 12 luglio - Raymond Borderie, produttore cinematografico francese (n. 1897)
- 12 luglio - David Mil'man, matematico israeliano (n. 1912)
- 12 luglio - Kenneth More, attore britannico (n. 1914)
- 12 luglio - Alberto Mozzati, pianista italiano (n. 1917)
- 12 luglio - Johnny Orr, cestista e giocatore di baseball statunitense (n. 1918)
- 13 luglio - John Alexander, attore statunitense (n. 1897)
- 13 luglio - Joe Maca, calciatore belga (n. 1920)
- 14 luglio - Giuseppe Prezzolini, giornalista, scrittore e editore italiano (n. 1882)
- 14 luglio - Helmut Wartusch, calciatore austriaco (n. 1943)
- 15 luglio - Teodosio Aimoni, politico italiano (n. 1913)
- 16 luglio - Patrick Dewaere, attore francese (n. 1947)
- 16 luglio - Charles Robberts Swart, politico sudafricano (n. 1894)
- 17 luglio - Bob John, calciatore e allenatore di calcio gallese (n. 1899)
- 18 luglio - Roman Jakobson, linguista, semiologo e traduttore russo (n. 1896)
- 19 luglio - Abdul Wahid Aziz, sollevatore iracheno (n. 1931)
- 19 luglio - Hugh Everett III, fisico statunitense (n. 1930)
- 19 luglio - João Fantoni, dirigente sportivo, allenatore di calcio e calciatore brasiliano (n. 1905)
- 20 luglio - Jean Girault, regista, sceneggiatore e produttore cinematografico francese (n. 1924)
- 20 luglio - Luis Olaso, calciatore spagnolo (n. 1900)
- 20 luglio - Gian Paolo Rosmino, attore, regista e sceneggiatore italiano (n. 1888)
- 20 luglio - Paul Rouster, calciatore lussemburghese (n. 1900)
- 21 luglio - Giulio Cirri, architetto italiano (n. 1900)
- 21 luglio - Amelio Gambini, calciatore italiano (n. 1917)
- 21 luglio - Dave Garroway, personaggio televisivo statunitense (n. 1913)
- 21 luglio - Bishweshwar Prasad Koirala, politico e scrittore nepalese (n. 1914)
- 21 luglio - Vítor Silva, calciatore portoghese (n. 1909)
- 21 luglio - Villy de Luca, giornalista italiano (n. 1925)
- 21 luglio - František Černík, nuotatore e pallanuotista cecoslovacco (n. 1900)
- 22 luglio - Sonny Stitt, sassofonista statunitense (n. 1924)
- 23 luglio - Giuseppe Ciaffei, ufficiale e storico italiano (n. 1904)
- 23 luglio - Vic Morrow, attore e regista statunitense (n. 1929)
- 23 luglio - Betty Parsons, artista e collezionista d'arte statunitense (n. 1900)
- 23 luglio - Hitoshi Sasaki, calciatore e allenatore di calcio giapponese (n. 1891)
- 23 luglio - Erik Wilén, ostacolista e velocista finlandese (n. 1898)
- 24 luglio - Francesco Compagna, politico italiano (n. 1921)
- 24 luglio - Florence Henri, fotografa, pittrice e compositrice (n. 1893)
- 24 luglio - Takeshi Katō, ginnasta giapponese (n. 1942)
- 24 luglio - Arnold Pihlak, calciatore estone (n. 1902)
- 25 luglio - Enrico Forneris, calciatore italiano (n. 1902)
- 25 luglio - Hal Foster, fumettista statunitense (n. 1892)
- 25 luglio - Vittorio Ieralla, attivista italiano (n. 1903)
- 25 luglio - Jordi Rubió i Balaguer, bibliotecario, filologo e storico spagnolo (n. 1887)
- 27 luglio - Goldie Colwell, attrice statunitense (n. 1889)
- 27 luglio - Hilda James, nuotatrice britannica (n. 1904)
- 27 luglio - Vladimir Viktorovič Smirnov, schermidore sovietico (n. 1954)
- 28 luglio - George Kleinsinger, compositore statunitense (n. 1914)
- 28 luglio - Erling Lunde, calciatore norvegese (n. 1902)
- 28 luglio - Corrado Meloni, fantino italiano (n. 1908)
- 29 luglio - Eliseo Maria Coroli, vescovo cattolico e missionario italiano (n. 1900)
- 29 luglio - Sep Ruf, architetto tedesco (n. 1908)
- 29 luglio - Harold Sakata, sollevatore, wrestler e attore statunitense (n. 1920)
- 29 luglio - Settimio Sorani, antifascista italiano (n. 1899)
- 29 luglio - Vladimir Koz'mič Zvorykin, ingegnere russo (n. 1889)
- 30 luglio - Francisco Gamborena, allenatore di calcio e calciatore spagnolo (n. 1901)
- 30 luglio - Giorgio Nelson Page, giornalista e scrittore statunitense (n. 1906)
- 30 luglio - Roberta Pedon, modella e attrice statunitense (n. 1954)
- 31 luglio - Michele D'Alto, criminale italiano (n. 1950)
- 31 luglio - Severiano Goiburu, calciatore e giocatore di palla basca spagnolo (n. 1906)
- 31 luglio - Renato Lombardi, imprenditore italiano (n. 1906)
- 31 luglio - Daphne Mayo, scultrice australiana (n. 1895)
- 31 luglio - Henk van Spaandonck, calciatore olandese (n. 1913)
- 31 luglio - Franco Vegliani, scrittore e giornalista italiano (n. 1915)